# Feng Shui

Kreis der Fünf Wandlungen (der „Elemente“) – im Westen meist als „Kreis der fünf Elemente“ bekannt

Fēng Shuǐ, auch Fengshui [fɤŋ ʂu̯eɪ̯]  (chinesisch 風水 / 风水, Pinyin Fēngshuǐ – „Wind und Wasser“) ist eine daoistische Harmonielehre aus China. Ziel des Feng Shui ist die Harmonisierung des Menschen mit seiner Umgebung, die durch eine besondere Gestaltung der Wohn- und Lebensräume erreicht werden soll. Der historisch ältere Begriff für Fengshui ist Kanyu (堪輿 / 堪舆,  kānyú, Jyutping ham1jyu4), eine Kurzform für den Begriff „den Berg und das Land anschauen und bewerten“ im Sinne von „den Himmel und die Erde beobachten“. Nach der mystischen Vorstellung sollen mit Feng Shui „die Geister der Luft und des Wassers geneigt gemacht“ werden können.

## Anwendungsgebiete
Eines der traditionellen Anwendungsgebiete des Feng Shui in China ist die Planung von Grabstätten (Ahnenkult). Daneben hat Feng Shui auch die chinesische Gartenkunst maßgeblich geprägt. Die Prinzipien des Feng Shui können auch bei Zimmereinrichtungen, Hausarchitektur, Landschaftsgestaltung und städtebaulicher Planung berücksichtigt werden. Die Raumgestaltung und Baugestaltung erfolgt nach verschiedenen Regeln, die sicherstellen sollen, dass sich sogenannte „verstockte Energien“ nicht in diesen Räumen festsetzen können und das Qi (nach Wade-Giles Chi) frei fließen kann.
Feng Shui basiert auf chinesischen Philosophiesystemen, wie der Yin-und-Yang-Lehre, den nach den Himmelsrichtungen ausgerichteten Acht Trigrammen sowie der Fünf-Elemente-Lehre. Seit einigen Jahren erfahren die Lehren des Feng Shui auch zunehmendes Interesse in der westlichen Architektur und Innenarchitektur – es ist auch ein Verschmelzen westlicher Ideen der Esoterik mit Feng Shui zu beobachten.

## Grundlagen
Der Begriff „Feng Shui“ ist eine Abkürzung für einen Satz aus dem Buch der Riten von Guo Po (etwa 300 nach Christus): „Qi wird vom Wind zerstreut und stoppt an der Grenze des Wassers.“ Die Begriffe Wind und Wasser werden seither für die Kunst verwendet, mit der das Qi vor dem Wind geschützt und mit Wasser beeinflusst wird.
Die Lehre des Qi bildet die Grundlage zur Erschließung des Feng-Shui. Qi ist im Daoismus die unsichtbare Lebensenergie, die überall um uns, in jedem Wesen und jeder Zelle fließt und alles belebt und gestaltet. Gemäß der Lehren des Feng Shui kann Qi nun durch planmäßigen Eingriff in die Architektur akkumuliert und geleitet werden. Die Aufgabe eines Feng Shui-Beraters ist es demnach, die Bewegung des Qi in der Umgebung und im Haus zu erkennen, zu harmonisieren und zu steigern. Eine hohe Ansammlung von günstigem Qi könne zu positiven Ergebnissen bei Gesundheit, Harmonie und Erfolg des Menschen führen.
Die Lehre von Yin und Yang: Yang ist das Qi von Bergen und Straßen, Yin das Qi von Ruhe und Wasser. Die aus dem Daoismus stammende Lehre fördere das Gleichgewicht zwischen allen Gegensätzlichkeiten. Im New Age Feng Shui wird die Lehre von Yin und Yang allein auf die Wohnung angewandt, wie zum Beispiel die Yang-Bereiche, also die aktiven Bereiche wie Arbeits- und Wohnzimmer, und die Yin-Bereiche, die Ruhebereiche, wie das Schlafzimmer und den Meditationsraum. Jeder Bereich werde auf seine Funktionalität abgestimmt und die Anordnung der Räume harmonisch gestaltet.
Die Lehre der Fünf Elemente: Die Energie wird nicht nur auf zwei, sondern auf fünf Ebenen, nämlich Erde, Metall, Wasser, Holz und Feuer analysiert und ausgeglichen. Dabei gilt Feuer als großes, Holz als kleines Yang, Metall als kleines, Wasser als großes Yin, und die Erde als neutral. Hier sei das Wissen um die Auswirkung von Farbe, Form, Maßen und Klang auf den Menschen sehr wichtig. Der Ausgleich des Ortes könne durch die Anordnung und das Anbringen von Objekten, Farben oder Abhilfen durchgeführt werden.
Das Luan Tou, die Landschaftsschule, ist die älteste Schule im Feng Shui und im Westen noch weitgehend unbekannt. Es wird die Positionierung des Hauses in Bezug auf die Landschaftsformation bewertet.
Die Kompasslehre (Li Qi Pai): Der Luopan (Lopan), der Geomanten-Kompass, symbolisiert durch seine Form (ein Kreis in einem Quadrat) die Verbindung von Himmel und Erde. Nach der Lehre manifestiert sich der Einfluss der Sterne in bestimmten Formationen der Natur. Durch die Messung der Himmelsrichtung lässt sich die energetische Qualität des zu untersuchenden Hauses feststellen.
Die Lehre der Fliegenden Sterne (auch Flying Stars genannt) ist ein Teil des Li Qi Pai. Sie analysiert die Einflüsse von neun „Sternen“ und deren zeitlichen Einflüssen in Bezug auf die Landschaft, das Haus oder die Wohnung auf den Menschen. Die neun „Sterne“ entsprechen in Charakteristik und Eigenschaften den Acht Trigrammen, auf denen das I Ging basiert, plus eines weiteren „Sterns“, der die Mitte symbolisiert. Durch den zeitlichen Wechsel ändert sich auch die optimale Positionierung von Yin und Yang in der Umgebung eines Hauses. Dadurch gibt es günstige und ungünstige Einflüsse, denen durch die richtige Nutzung der Räume im Haus Rechnung getragen werden kann.

## Klassisches Feng-Shui

Fēngshuǐ – in Kurzzeichen

Die älteste Schule im klassischen Feng Shui ist Luan Tou, im Westen „Formenschule“ genannt. In ihr geht es um die optimale Auswahl eines Bauplatzes, der durch die natürliche Landschaftsformation geschützt ist. Luan Tou wurde sowohl für Wohnhäuser als auch für Grabstätten angewendet, wobei in der chinesischen Geschichte mal die eine, mal die andere Anwendung zeitlich dominierte. Li Qi Pai, die „Formelschule“, arbeitet mit den Himmelsrichtungen, die am Haus mit dem Luopan (Lopan), einem Kompass, gepeilt und auf den Hausgrundriss übertragen werden, sowie den zeitlichen Einflüssen. Die beiden populärsten Richtungen dieser Schule, die „Fliegende-Sterne-Methode“ und die „Acht-Häuser-Methode“, können beide auf lange Traditionen zurückblicken. Die „Geheimnisse“ der Fliegende-Sterne-Methode wurden Anfang des 20. Jahrhunderts erstmals in einem Buch der chinesischen Öffentlichkeit präsentiert, nachdem sie bereits jahrhundertelang in Gebrauch gewesen waren.
Traditionell wird Feng Shui als Philosophie betrachtet, die sowohl künstlerische als auch wissenschaftsähnliche und administrative Elemente in sich vereint. Die heutige Trennung von Kunst und Wissenschaft bereitet demnach Schwierigkeiten im Verständnis des philosophischen Hintergrundes. Der universelle Ansatz stellt dabei den Menschen selbst in den Mittelpunkt und vermeidet jede Abstraktion des Gegenstands. So gab es bis ins 19. Jahrhundert keine schriftlich fixierten Anweisungen, sondern nur Erfahrungsregeln, die individuell weitergegeben und angewandt wurden. Auf diese Art diente die Weitergabe auch als Machtinstrument der kaiserlichen Elite.
Im klassischen Feng Shui werden als Hilfsmittel zur Harmonisierung von Räumen nur sehr wenige Objekte verwendet wie beispielsweise Amulette, Landschaftsbilder und Kalebassen.
Feng Shui wurde in China nach der kommunistischen Revolution von Mao Zedong verboten. Viele Feng Shui-Schriften wurden vernichtet, und die Praktizierenden wurden gezwungen, von der Lehre abzulassen. Durch die Repressionen im chinesischen Stammland wurden viele Meister der Feng Shui-Disziplinen zur Emigration gezwungen. Nach dem Verbot und der Vertreibung aus dem kommunistischen China hat sich das klassische Feng Shui je nach Ursprung anders weiterentwickelt. Das Feng Shui aus Hongkong unterscheidet sich vom Feng Shui aus Malaysia oder Taiwan. Es lässt sich dort aber eine verstärkte Hinwendung zu den chinesischen Klassikern feststellen.
In der Volksrepublik China, Taiwan und Hongkong werden Neubauten (zum Teil auch aufwendige Bauprojekte wie Hochbauten) manchmal nach den Regeln des klassischen Feng Shui errichtet. Wenn ein Gebäude im Feng Shui Prinzip gestaltet wird, müssen ganz besonders die Grundstücksausrichtung, Wegführung, Fassade und Raumaufteilungen berücksichtigt werden.

## Westliches Feng Shui oder Neo-Feng-Shui

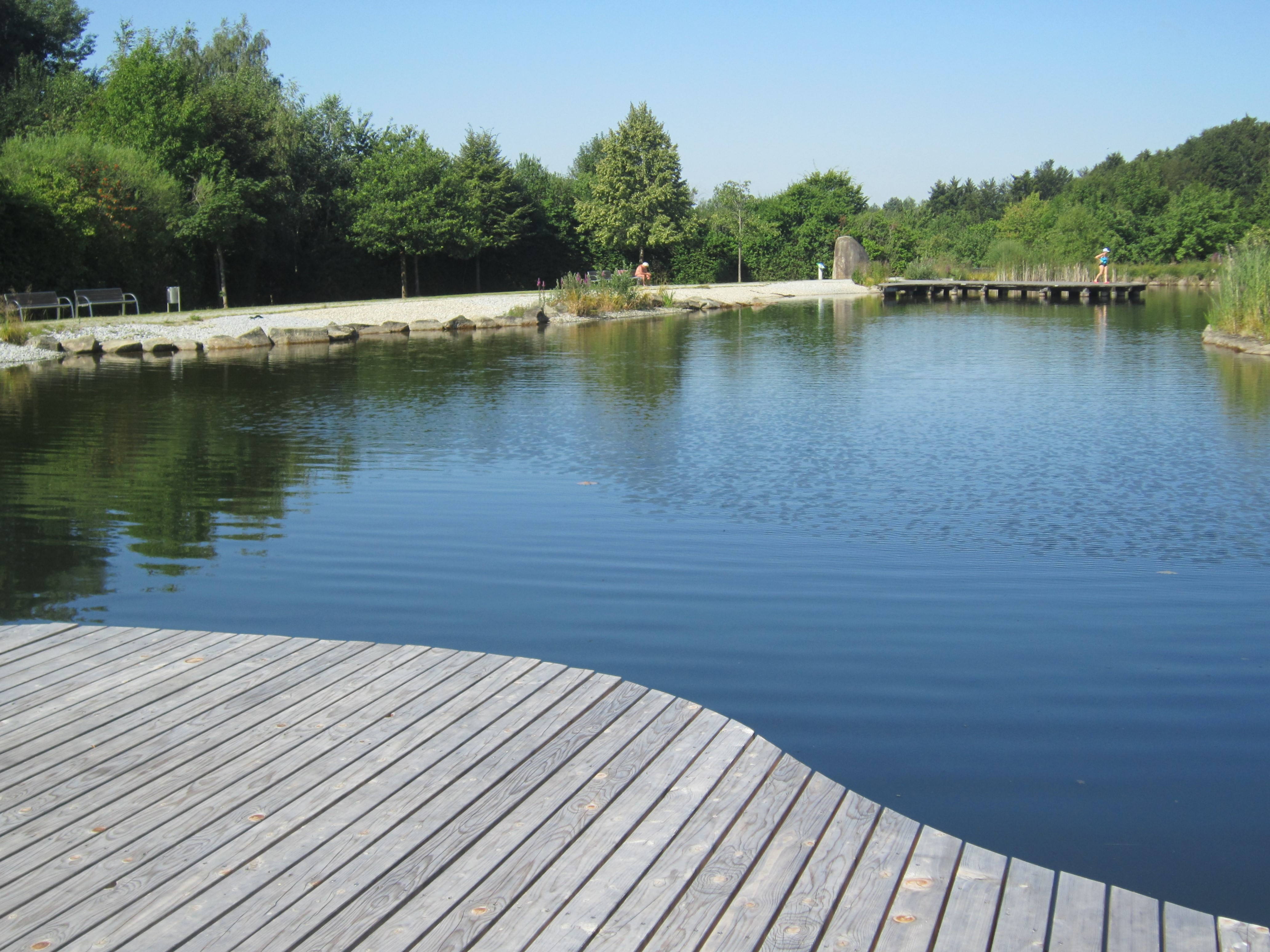
Yin und Yang-Stege im Feng Shui-Kurpark Lalling (Niederbayern)

Im Westen ist durch die Vermischung einiger traditioneller chinesischer Feng-Shui-Grundideen mit Vorstellungen der New-Age- und Esoterik-Bewegung ein neues System entstanden, das Feng Shui vorwiegend als Methode zur Harmonisierung von Wohnräumen anwendet. Die in China übliche Praxis, Feng Shui bereits bei der Planung von Bauobjekten zu berücksichtigen, findet im Westen nur vereinzelt Anwendung. Das im Westen praktizierte Neo-Feng-Shui-System hat seinen Ursprung bei der von Lin Yun 1986 in Kalifornien gegründeten „Church of Black (Hat) Sect Tantric Buddhism“.
Einbezogen werden zum Beispiel Theorien von Farbgestaltung und dem energetischen Einfluss von Kristallen und Düften. Unter Verwendung von zahlreichen Hilfsmitteln wie Windspielen, Kristallen, Zimmerbrunnen, Goldsteinen, farbigen Stoffen oder Wasserpostern soll der Fluss der Lebensenergie Qi in Wohnräumen regulierbar sein.
Das Neo-Feng-Shui oder New-Age-Feng-Shui ignoriert die Himmelsrichtungen und richtet Maßnahmen nach dem Hauseingang oder der Wohnungstür aus, während klassisches Feng Shui in China versucht, bereits bei den Baumaßnahmen Einfluss auszuüben. Eine der beliebtesten Methoden im Neo-Feng-Shui, das sogenannte Drei-Türen-Bagua, lässt sich nur sehr ansatzweise auf klassische Quellen zurückführen: Im Shuo Gua, einem der Zehn Flügel des Yijing, finden sich Beschreibungen der acht Trigramme, die sich mit viel Fantasie zu den von Neo-Feng-Shui-Praktizierenden verwendeten Bedeutungen umdeuten lassen. Im Shuo Gua wird jedoch jedem Trigramm eine Himmelsrichtung fest zugeordnet, diese Richtungszuordnung wurde von Lin Yun jedoch fallen gelassen.
Die klassische Lehre des Feng Shui vermeidet jede universelle Fassung der Bedeutung. Dies gilt sowohl für die Elemente als auch für die „Wirkungsweisen“. Im modernen Kontext der Anwendung im Westen wird vereinzelt eine modellhafte Darstellung von Qi ähnlich einer naturwissenschaftlichen Modellbildung diskutiert.
Der Chinaexperte Professor Hans-Heinrich Bass erklärte dazu in einem Interview:

„Feng Shui ist Teil eines Systems philosophischen Denkens aus dem Alten China. Einige Elemente des Feng Shui wie auch anderer asiatischer Lehren sind in den vergangenen Jahren in die westliche Populärkultur integriert worden. Diese Elemente sind dabei eine Art kulturelles Fast Food geworden – leicht zugänglich, auch ohne genauere Kenntnis der zugrunde liegenden Ideen. […] Das, was bei uns heute als Feng Shui vermarktet wird, hat mit den ursprünglichen Ideen oft wenig bis nichts zu tun.“

## Gegenpositionen
Der Theologe Rüdiger Hauth, ehemaliger Beauftragter für Sekten und Weltanschauungsfragen der westfälischen Landeskirche, wandte ein, dass Feng Shui nicht naturwissenschaftlich begründet ist; außerdem wies er darauf hin, dass der Glaube, auf dem es basiert, mit dem christlichen nicht vereinbar sei.
Die Gesellschaft zur wissenschaftlichen Untersuchung von Parawissenschaften (GWUP) kritisierte, dass Feng Shui in Dienstleistungsangeboten häufig in Zusammenhang mit anderen aus naturwissenschaftlicher Sicht angezweifelten Konzepten wie Elektrosmog, Radiästhesie oder Erdstrahlung gebracht wird.